# Vagellio
Vagellio (in latino Vagellius; fine I secolo a.C. – I secolo d.C.) è stato un poeta romano.

## Biografia
Di Vagellio abbiamo pochissime notizie. Potrebbe identificarsi con il consul suffectus del 44 d.C. e con il declamator di cui parla Giovenale .
Vagellio viene menzionato da Seneca, di cui era amico, nelle Naturales Quaestiones, dove lo chiama meus.

## Frammenti
Di Vagellio non abbiamo che due frammenti, appunto tramandati dal suo amico Seneca, che parla di un inclitus carmen, ossia di un componimento illustreː
(Frammento 1)
(Frammento 2)
Si tratta di due frammenti di tipo gnomico, dai quali non è possibile dire alcunché sul contenuto dell'opera.